# ケミカルライト

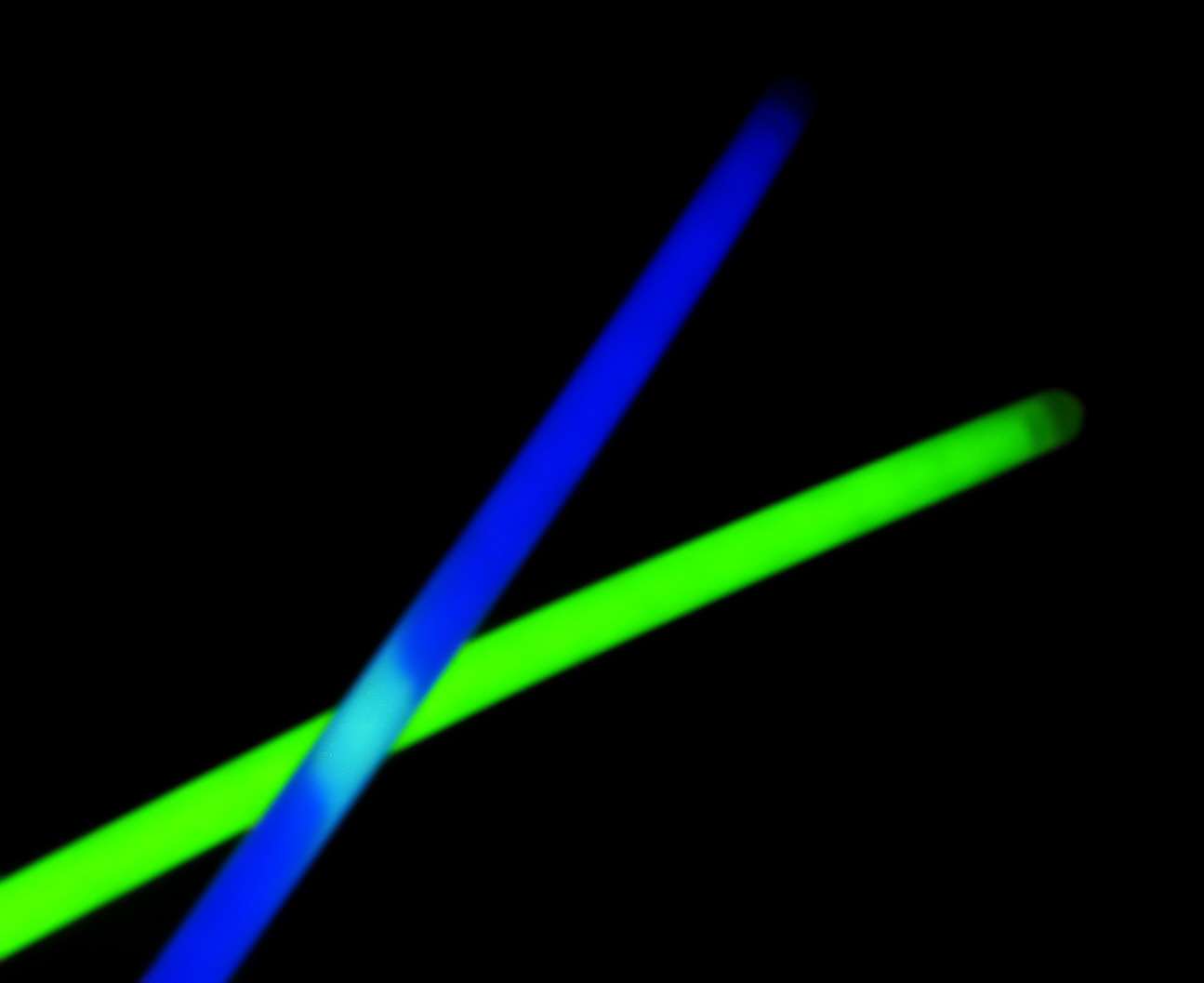
ケミカルライトスティック

ケミカルライト (chemical light) は、化学発光による照明器具の総称である。
全般を指す通称としてサイリューム、シアリウム (CYALUME, Cyalume) と呼ばれるが、これらは登録商標であり、アメリカでは米オムニグロー・コーポレーション、日本では薬剤・照明具としては米サイリューム・テクノロジーズ・インコーポレイテッド、釣具・玩具としては株式会社ルミカ（旧・日本化学発光株式会社）が保有している。このほか、ルミカ社の登録商標であるルミカ (Lumica)、ルミカライトとも呼ばれる。

## 原理

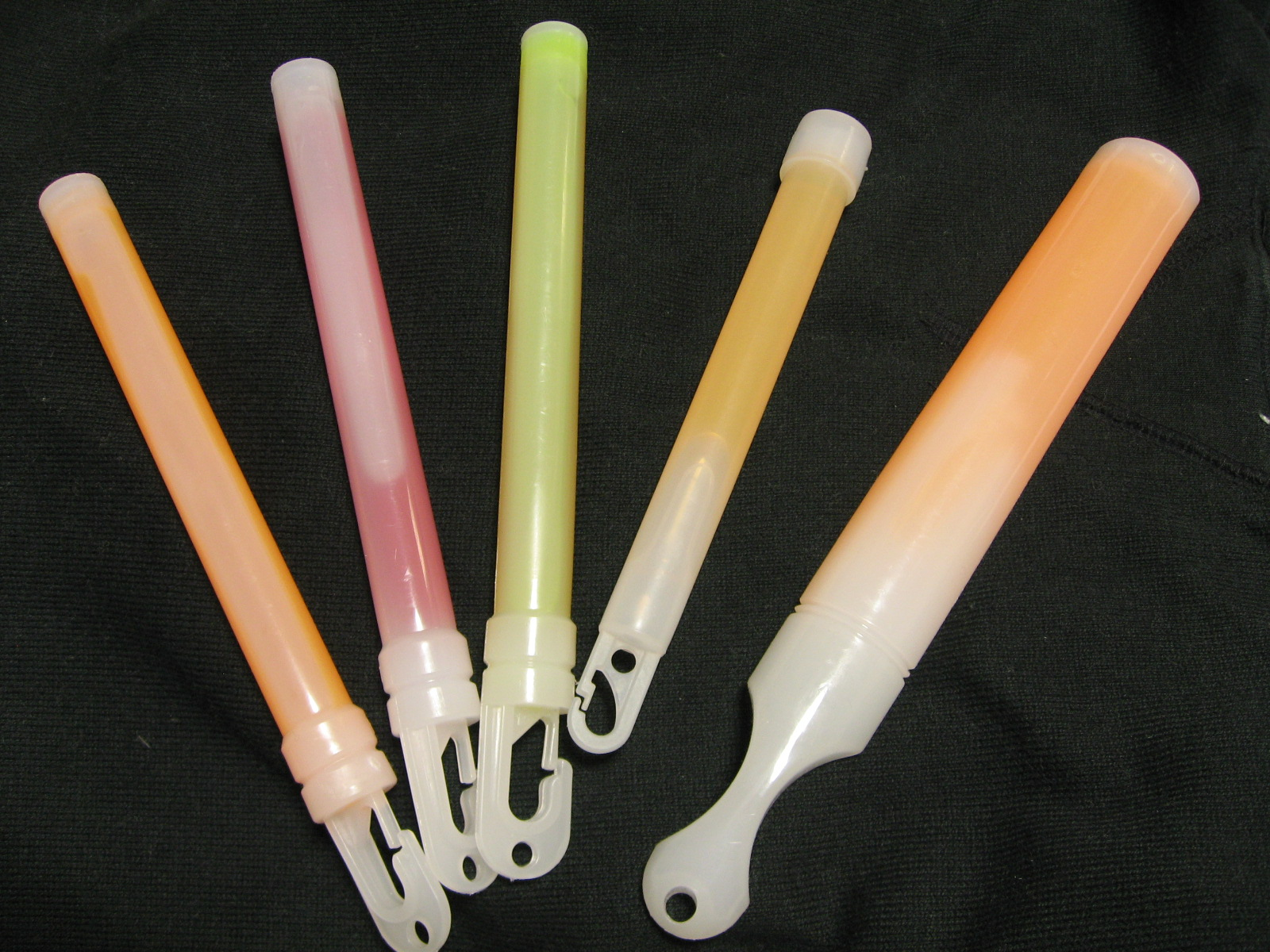
色々な種類のケミカルライト

シュウ酸ジフェニルと過酸化水素との混合溶液の化学発光により蛍光を放つ。溶液Aをガラス製のアンプルに入れ、そのアンプルが溶液Bとともにポリエチレンの筒に入れ密閉されている。スティックを曲げて内部のアンプルを割ることで2液が混合される。発光のメカニズムについてはシュウ酸ジフェニルを参照。
発熱しない化学反応なので、引火性がないため屋内でも使用でき、酸素も必要としない。
緑、赤、黄色、白、青、赤外線などのタイプがある。通常6–8時間、長いもので10時間以上発光する。また、数分間（5分 - 15分）しか発光しないかわりに高い照度と輝度を有するものもあり、このタイプで代表的なものがウルトラオレンジ（UOと略す場合もある）と呼ばれるものである。「サイリューム」でない類似品のライトスティックは100円ショップでも買うことができる。

## 用途

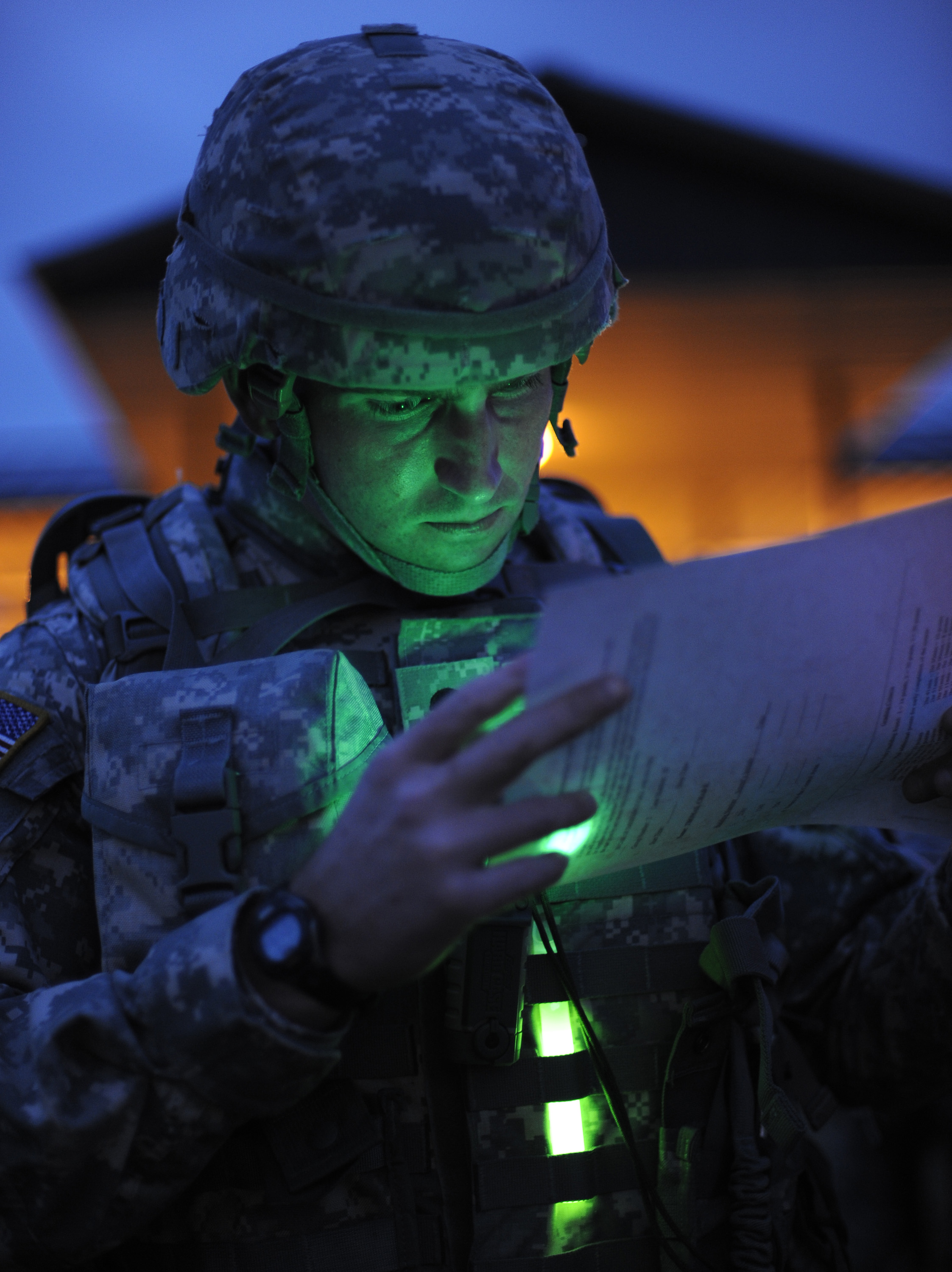
ケミカルライトを使用するアメリカ陸軍兵士

夜間の自動車トラブルや停電などの災害時の位置・居場所表示、夜釣りの浮きなどに利用される。また、コンサート会場で幻想的、叙情的などの空間を演出するために用いられる事もある。
法執行機関の特殊部隊では、制圧済みの部屋を後続部隊に教えるために地面に設置するほか、軍隊では、ナイトビジョンでしか視認できない赤外線仕様のものが夜間の敵味方識別に使用されている。

## 危険性
ケミカルライトには過酸化水素が含まれており、また副生成物としてフェノールができる。そのため、この液体が目に入ったり飲んだりすると一時的に痛みが出ることがある。少量であるため水で洗うなどすれば大きな健康被害が出ることはないと言われるが、万一、目に入った場合は眼科医による診断と治療が望まれる。有害な物には違いないので、扱いには注意が必要である。また、本体が破損した場合、中のガラス製のアンプルの破片でけがをする恐れがある。
ケミカルライトは上記で述べられている通り、アンプルがポリエチレンの筒に入れ密閉されているものである。それゆえ強く折ったりした場合には、簡単に内液がこぼれ出す恐れがある。また、円筒型の物については、膝などに叩きつけて割る光景も見かけるが、それも液体がこぼれ出す危険がある。さらに本体は細長くグリップ性も低いため、簡単に手から抜け落ちてしまう場合もあり、飛んでいったケミカルライトが他人に当たってしまうなどの恐れがあるため、注意が必要である。
こうした危険性から、日本など一部の国ではLEDを用いたスティックライトに取って代わられつつあり、コンサートなどでケミカルライト持ち込み禁止・使用禁止となりスティックライトの代替使用を勧める場合もあるのが現状である。

## サイリュームという呼称

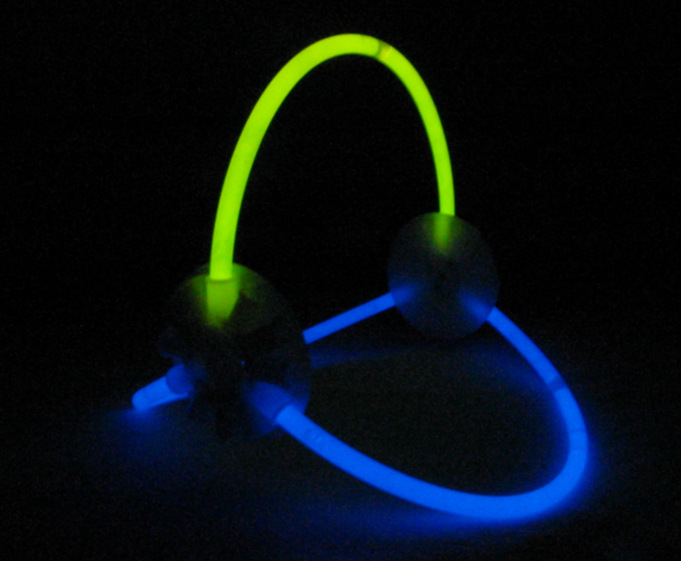
曲げたケミカルライト

サイリュームは商品名だが、世界初のケミカルライトであり、ケミカルライト全般をサイリュームと呼ぶことが多く、これらの代名詞となっている。サイリュームは棒状のもの（ライトスティック）が主流であることから、電気式のライトスティックもサイリュームと呼ぶこともあるが、ペンライトに分類されるものであり、発光原理は大きく異なる。
語源は、開発社名のサイアナミッド (Cyanamid) とルミネッセンス (luminescence、発光) の合成語（ただしこの後、サイアナミッドはこの商標権を含む発光体事業をオムニグローに売却した）。
サイリウムと表記されることも多いが、これはサイリウムという商標は（ケミカルライトの商標としては）登録されておらず他社製品をサイリュームとして売ると商標権侵害になるためで、販売メーカーもあえて「サイリウム」として売ることがある。

## 画像

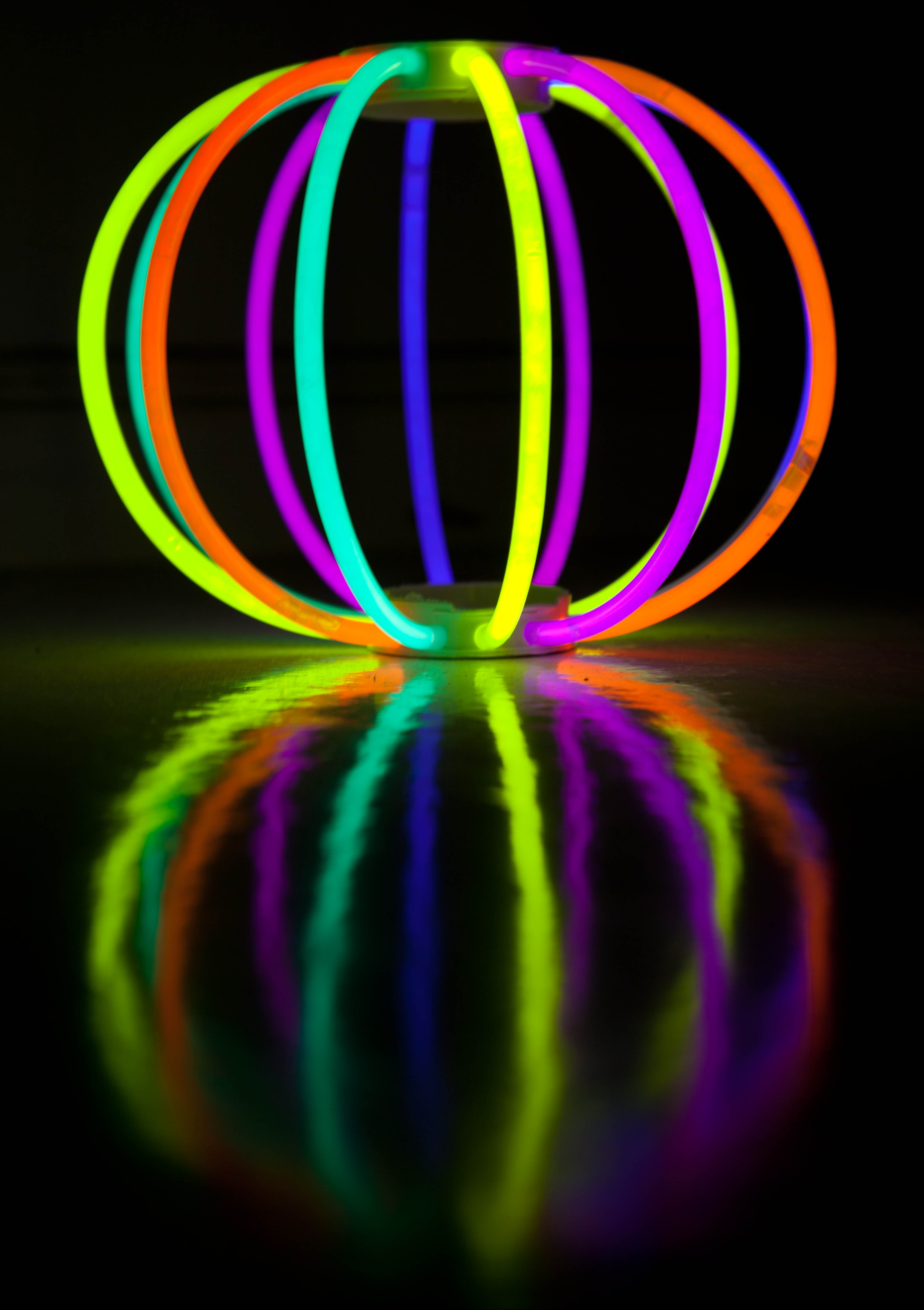
折り曲げてボール状にしたケミカルライト
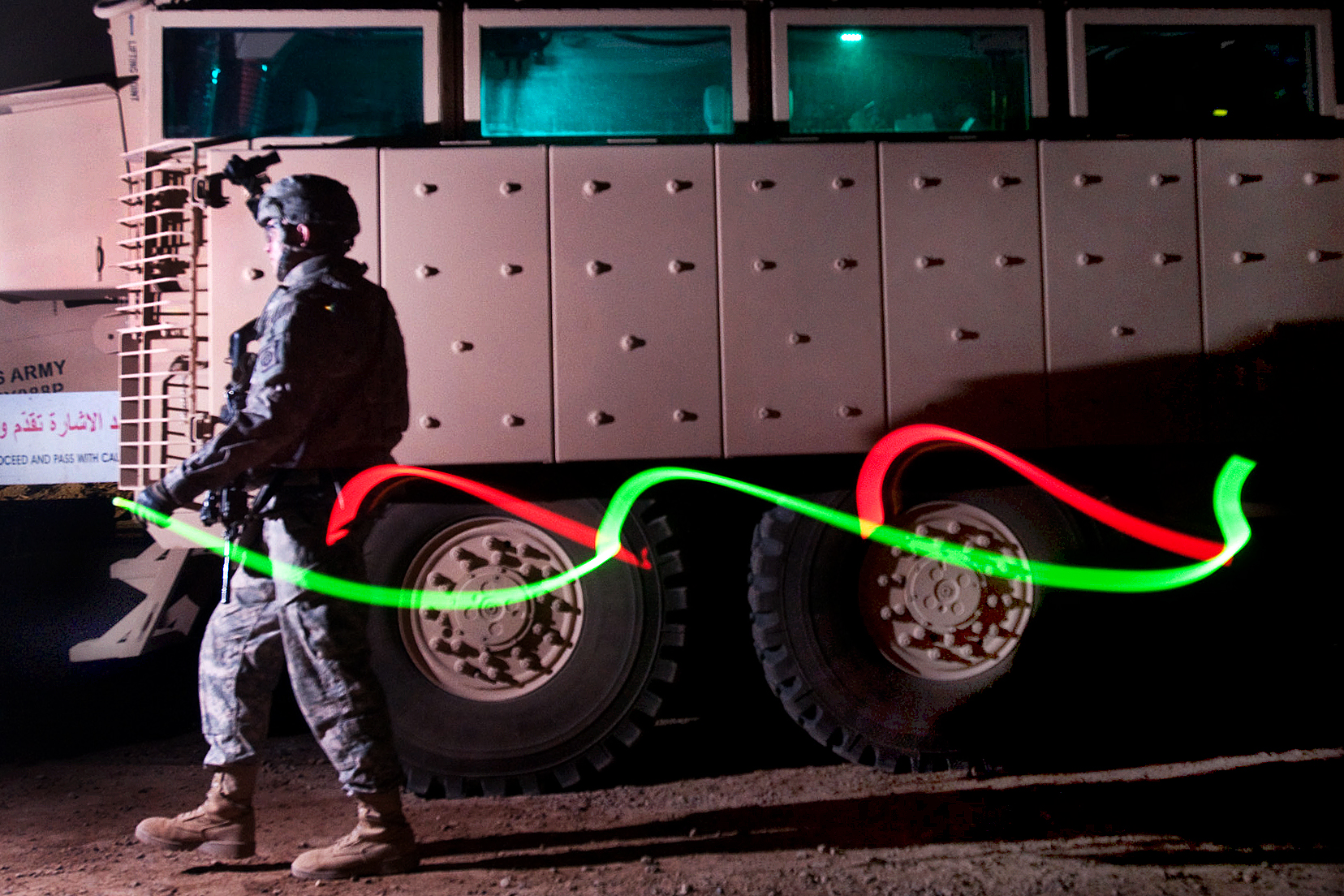
ケミカルライトを使用するアメリカ陸軍兵士